# Olcnava
Olcnava (Hongaars: Detrefalva) is een Slowaakse gemeente in de regio Košice, en maakt deel uit van het district Spišská Nová Ves.
Olcnava telt 1.008 inwoners.